# Polyscias zanthoxyloides
Polyscias zanthoxyloides är en araliaväxtart som först beskrevs av John Gilbert Baker, och fick sitt nu gällande namn av Hermann August Theodor Harms. Polyscias zanthoxyloides ingår i släktet Polyscias och familjen araliaväxter.

## Underarter
Arten delas in i följande underarter:
- P. z. simplex
- P. z. zanthoxyloides